# HGST
HGST, Inc. (Hitachi Global Storage Technologies)는 하드 디스크 드라이브(HDD), 솔리드 스테이트 드라이브(SSD), 외부 스토리지 제품을 판매하는 웨스턴 디지털의 자회사였으며 2018년 10월에 웨스턴 디지털과 합병되어 사라졌다.

## 참고
1. ↑  “Hitachi Global Storage Technologies - Background”. 2011년 11월 23일에 원본 문서에서 보존된 문서. 2012년 1월 15일에 확인함.